# Otava
L'Otava (en allemand Wottawa) est une rivière qui arrose le sud de la Bohême, en Tchéquie, et un affluent de la Vltava, donc un sous-affluent de l'Elbe.

## Géographie
Longue de près de 112 km[réf. nécessaire], elle traverse plusieurs villes, dont Sušice, Strakonice et Písek. Son nom est d'origine celtique ; elle est également connue sous le nom de Wotāva.
L'Otava est réputée pour la pratique des sports aquatiques.